# かもめ文庫
かもめ文庫（かもめぶんこ）は、神奈川新聞が発行している文庫本シリーズの一つ。1977年創刊。「かながわふるさとシリーズ」ともいう。
神奈川県内の文化や風俗をまとめたもの。ほぼ年一回のペースで刊行している。版数を重ねる巻と絶版になっているものがある。絶版になっているものは、新たに刊行したものと重複しているものが多い。一部変形サイズのものがある。

## 刊行されているシリーズ(絶版を含む)
- 001 かながわの祭と芸能
- 002 かながわの文学碑
- 003 かながわの鉄道
- 004 かながわの山
- 005 かながわのうた
- 006 箱根　火山と温泉
- 007 かながわの景勝
- 008 かながわ　花の旅
- 009 かながわの古道（阿部正道、1981年3月）
- 010 かながわの100人
- 011 かながわの橋
- 012 丹沢の花
- 013 かながわハイク・ガイド
- 014 かながわの鳥
- 015 かながわの昔話
- 016 かながわの近代建築
- 017 かながわの博物館
- 018 かながわの寺と社
- 019 かながわの作家
- 020 かながわの史話100選　上
- 021 かながわの史話100選　下
- 022 鎌倉の四季
- 023 かながわの公園
- 024 かながわの平安仏
- 025 かながわの石塔と石仏
- 026 三浦のくらしと歴史
- 027 かながわの名木
- 028 よこはまことはじめ
- 029 かながわの名産100選
- 030 かながわの文学100選
- 031 かながわの歴史　上
- 032 かながわの歴史　下
- 033 かながわの植物園
- 034 かながわの滝
- 035 相模川物語
- 036 熱球伝説　　かながわ高校野球史
- 037 かながわの小さな旅　路線バスに乗って
- 038 かながわハイキングガイド
- 039 かながわ　坂のある風景
- 040 かながわ　山紀行
- 041 かながわ　海のフィッシング
- 042 かながわ　景勝の旅
- 043 かながわ　川のフィッシング
- 044 かながわの城
- 045 かながわシネマ風土記
- 046 美術館散歩　in　かながわ
- 047 新　かながわ花の旅
- 048 かながわの温泉
- 049 創る・みる・遊ぶ　おまつりガイドかながわ
- 050 かながわ　レールの旅
- 051 かながわ　スケッチ紀行
- 052 かながわの野外彫刻
- 053 続　かながわの小さな旅　路線バスに乗って
- 054 かながわの銭湯
- 055 かながわのおもしろ博物館
- 056 かながわの地酒
- 057 かながわの峠
- 058 かながわの朝市
- 059 かながわ・おもしろおみくじ散歩
- 060 かながわの温泉　改定新版
- 061 相模線沿線散歩
- 062 かながわのハイキングコースベスト50
- 063 かながわ定食紀行
- 064 新装版かながわのハイキングコース　ベスト50ぷらす3
- 065 かながわ定食紀行　おかわり！
- 066 かながわ定食紀行　もう一杯！